# Preußisch-Hessische Eisenbahngemeinschaft

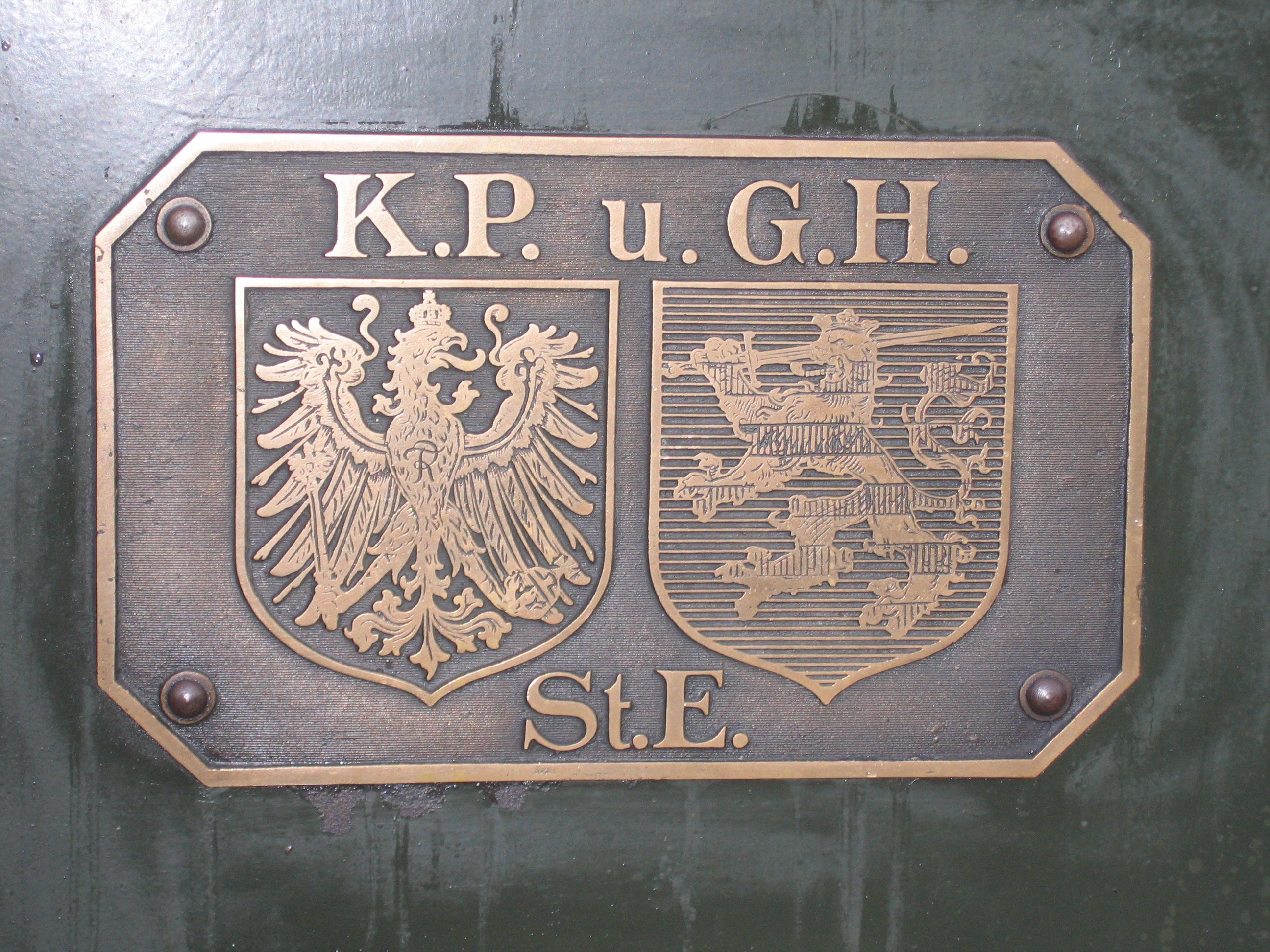
Königlich Preußische und Großherzoglich Hessische Staatseisenbahnen. K.P. u. G.H. St.E.

Die Preußisch-Hessische Eisenbahngemeinschaft (mit voller Bezeichnung: Königlich Preußische und Großherzoglich Hessische Eisenbahnbetriebs- und Finanzgemeinschaft) war der gemeinsame Betrieb der Königlich Preußischen und Großherzoglich Hessischen Staatseisenbahnen.

## Entstehung
Ein Grund für diesen Zusammenschluss war die geografische Lage des durch die Mainlinie zweigeteilten Großherzogtums Hessen, das eng mit preußischen Gebieten verschachtelt war. Ferner hatten beide Staaten letztendlich das Ziel, die letzte große Privatbahn in Deutschland, die Hessische Ludwigs-Eisenbahngesellschaft (HLB), zu verstaatlichen – auch wenn das im Großherzogtum umstritten war. Dort war der Promotor des Projekts der Großindustrielle Cornelius Wilhelm von Heyl zu Herrnsheim.
Die beiden Staaten schlossen über dieses Vorhaben am 23. Juni 1896 einen Staatsvertrag. Das Eigentum der HLB wurde aufgrund dieses Vertrages, je nachdem, ob es in Preußen oder Hessen-Darmstadt lag, in das Eigentum des jeweiligen Staats übertragen. Anschließend wurde es gemeinsam verwaltet. In den Landständen des Großherzogtums Hessen wurde der Staatsvertrag in der Zweiten Kammer nach heftiger Debatte mit 30:16 Stimmen angenommen. Die Erste Kammer nahm ihn einstimmig an.
Am 1. April 1897 übernahm die Verwaltung der Preußischen Staatseisenbahnen die Betriebsführung der Staatseisenbahnen des Großherzogtums Hessen unter der Bezeichnung Königlich Preußische und Großherzoglich Hessische Eisenbahnbetriebs- und Finanzgemeinschaft. Das Großherzogtum Hessen erhielt eine anteilige Rendite, deren Verteilungsschlüssel auf einer komplizierten Berechnung beruhte. Er wurde 1897 schließlich zwischen Preußen und Hessen-Darmstadt auf das Verhältnis 98:2 festgelegt.

Direktionsgebäude in Mainz

Zur Verwaltung der Eisenbahngemeinschaft wurde die Königlich Preußische und Großherzoglich Hessische Eisenbahndirektion Mainz gegründet, Erster Präsident wurde Paul von Breitenbach. In Preußen handelte die Eisenbahndirektion als königlich-preußische, in Hessen-Darmstadt als großherzoglich-hessische Behörde. Die Direktionspräsidenten waren immer Preußen. Im Preußischen Ministerium der öffentlichen Arbeiten war eine Stelle für einen hessischen „Vortragenden Rat“ reserviert, in der Mainzer Eisenbahndirektion waren für hessische Beamte fünf Stellen vorgesehen, in der Eisenbahndirektion Frankfurt/Main zwei Stellen. Der Frankfurter Direktion wurden alle Strecken in der Provinz Oberhessen zugeschlagen. Die Direktion übernahm den Firmensitz der HLB in Mainz als Dienstsitz.
Zum 8. April 1899 wurde den Mitarbeitern das Tragen der Uniformen der HLB untersagt.
Zum 14. Dezember 1901 schlossen das Königreich Preußen, das Großherzogtum Hessen und das Großherzogtum Baden einen Staatsvertrag, mit dem die bisher von den drei Staaten betriebene Main-Neckar-Eisenbahn-Gesellschaft ebenfalls in die Preußisch-Hessische Eisenbahngemeinschaft eingegliedert wurde.

## Betrieb
Vereinbart war auch, dass Hessen Einfluss auf die Besetzung der leitenden Beamtenstellen nehmen konnte. Dagegen entsprachen Technik und Betriebsablauf allein den preußischen Vorschriften. Alle Beamten trugen die preußische Uniform, die hessischen Beamten durften allerdings zusätzlich ein hessisches Abzeichen anbringen. Preußisch wurde auch die Schreibung der Bahnhofsnamen. Das fällt noch heute auf, weil die beiden Staaten unterschiedliche Rechtschreibregeln anwandten. Im Königreich Preußen wurden Orts- und Verwaltungsbezirksnamen mit einem unterscheidenden Vorsatzworte wie „Alt“, „Neu“, „Groß“, „Klein“, „Bergisch“, „Deutsch“ usw. – sofern sie nicht in einem Wort geschrieben wurden – ohne Bindestrich, Ortsnamen die sich aus zwei oder mehreren Stammnamen zusammensetzen, wie Schleswig-Holstein, Beeskow-Storkow usw. mit einem Bindestrich geschrieben. In Hessen-Darmstadt wurde dagegen bei der ersten Fallgruppe ein Bindestrich verwendet, bei der zweiten die Wortbestandteile zusammengeschrieben. Das hat bis heute zur Folge, dass in den entsprechenden Orten die Schreibung des Orts- und des Bahnhofsnamens voneinander abweichen, wie Groß-Gerau / Groß Gerau oder Hohen-Sülzen / Hohensülzen.

## Ende
Die Preußisch-Hessische Eisenbahngemeinschaft endete mit dem Übergang der Länderbahnen auf die Deutschen Reichseisenbahnen am 1. April 1920. Schon im Vorgriff war ab dem August 1919 darauf verzichtet worden, neue Eisenbahnfahrzeuge noch mit dem Emblem der Preußisch-Hessischen Staatseisenbahnen auszuzeichnen.